# UGC 6945
UGC 6945 (o Arp 194) è un trio di galassie interagenti situato nella costellazione dell'Orsa Maggiore alla distanza di 570 milioni di anni luce dalla Terra. Nelle immagini sembra trattarsi di una coppia di galassie, ma in realtà una (a nord-ovest), che appare fortemente perturbata, è formata da due galassie ormai in avanzata fase di fusione con dimensioni angolari di 0',8 x 0',6. A circa 40" sud-est vi è la terza galassia con dimensioni angolari di 0',35 x 0',35.
Dalla coppia di galassie diparte un filamento luminoso, della lunghezza di circa 100.000 anni luce, costituito da giovani stelle blu che sembra collegarsi con la terza galassia. Ma i dati raccolti dal Telescopio spaziale Hubble fanno ritenere che si tratti solo di un braccio di spirale allungato e che la terza galassia sia in realtà sullo sfondo dell'immagine e non sia in relazione con le altre due.